# Tu–104
A Tu–104 (NATO-kódja: Camel) a szovjet Tupoljev tervezőiroda kéthajtóműves, közepes hatótávolságú, sugárhajtású utasszállító repülőgépe. Az első szovjet sugárhajtású utasszállító repülőgép (a brit de Havilland Comet, a kanadai Avro Jetliner és a francia Sud Aviation Caravelle után a világ negyedik sugárhajtású utasszállító repülőgépe), a világ második sugárhajtású gépe, amelyet utasforgalomba is állítottak.

## Története
Az 1950-es évek elején a szovjet polgári légi forgalom csak kis kapacitású, légcsavaros meghajtású utasszállító repülőgépekkel rendelkezett. Az ország vezetésének a választása a Tupoljev tervezőirodára (OKB–156) esett, hogy megbízza egy modern utasszállító létrehozásával.
A Szovjetunió Minisztertanácsa az 1954. június 11-ei határozatában adott utasítást a Tupoljevnek a gép kifejlesztésére, de a gyakorlati munka már korábban elkezdődött. A Tu–16 bombázóból indultak ki, így az új repülő kezdetben arra hasonlított. Négyszögletes ablakokat kapott, mint amilyenek a Comet korai változatán voltak, de mivel szilárdságtani szempontból kedvezőtlen képet mutattak, amikor a gépet nyomáspróbának vetették alá, még az első felszállás előtt kerekre cserélték azokat. Szélesebb, túlnyomásos törzset alakítottak ki, mely 50 utas elhelyezésére volt alkalmas. A szárnyakat, a hajtómű- és futóműgondolákat, valamint a vezérsíkokat és a futóműveket a Tu–16-tól vették át, de a középszárnyas elrendezést az utaskabin miatt megváltoztatták: a szárnyak a Tu–104-esen a törzs alsó részéhez csatlakoztak. A Harkovi Repülőgépgyárban (GAZ–135) építették meg a prototípust, ami az első felszállását 1955. június 17-én hajtotta végre helyben, Harkovban (ma Harkiv, Ukrajnában). Ez a példány még fékernyővel is fel volt szerelve, aminek a segítségével 400 m-en belül képes volt megállni.
Bár egyes típusváltozatok a kazanyi (GAZ–22) és az omszki (GAZ–166) repülőgépgyárban készültek, a sorozatgyártás is a harkovi gyárban indult el. Az első elkészült gép 1955. november 5-én emelkedett először a levegőbe, szintén Harkovban; a következő évben, 1956-ban állt szolgálatba a Szovjetunióban. A harkovi és az omszki gyár 1957-ben kezdte el gyártani a nagyobb szállítási kapacitású, 70 személyes Tu–104A változatot, a kazanyi gyár pedig a 100 személyes Tu–104B-t készítette. A sorozatgyártás 1960-as befejezéséig összesen 201 db Tu–104-es gépet építettek.
A sorozatgyártás során többször modernizálták. Az eredetileg beépített Mikulin AM–3 gázturbinás sugárhajtóműveket a nagyobb tolóerő miatt előbb RD–3M, majd RD–3M–500 típusúakra cserélték. A változtatások érintették a navigációs berendezéseket is.
A gép első külföldi bemutatkozására 1956-ban került sor, amikor Nyikita Hruscsov egy Tu–104-esen utazott a nagy-britanniai látogatására. A szovjet repülőtechnika e terméke általános meglepetést váltott ki Nyugaton.

## Alkalmazása
1956. szeptember 15-én állt szolgálatba az Aeroflotnál, amely a típus legnagyobb üzemeltetője volt. Első menetrend szerint útját a Moszkva–Omszk–Irkutszk vonalon teljesítette. Az Aeroflot a belföldi és nemzetközi járatain egyaránt üzemeltette. A gépet a Szovjet Hadsereg légiereje is alkalmazta személyszállítási feladatokra. Az Aeroflot 1979-ig, a szovjet légierő 1986-ig üzemeltette a típust. A polgári használatból kivont gépek egy részét a légierő kapta meg. Egyes gépeket űrhajós kiképzésre (zéró gravitáció) és egyéb speciális feladatokra (kiképzés, légi tesztelés) is használtak.
A Tu–104-es repülőgépek egyetlen külföldi üzemeltetője Csehszlovákia volt. A CSA csehszlovák légitársaság hat darab, 81 személyesre alakított Tu–104A változatú repülőgépet állított üzembe. Ebből négy új gyártású, kettő használt gép volt. A hat gépből később három megsemmisült balesetben.
A sugárhajtású repülőgépek üzemeltetésének hiányzó tapasztalatai, az új gép konstrukciós hiányosságai miatt a típussal sok baleset történt. Összesen 37 db, az összes megépített példány 18%-a szenvedett katasztrófát.

## Típusváltozatok
- Tu–104 – az eredeti, 50 személyes alapváltozat. 29 darab készült.
- Tu–104A – Mikulin RD–3M gázturbinákkal felszerelt, javított változat, melynél az utaslétszámot 70 főre növelték. Ez lett az alapvető kivitel, melyből 80 darab készült.
- Tu–104AK – a Tu–104A-n alapuló űrhajóskiképző változat.
- Tu–104D – a Tu–104A VIP-változata katonai és kormányzati feladatok ellátására.
- Tu–104D–85 – a Tu–104A 85 személyesre átépített változata.
- Tu–104LL – néhány, a Tu–104A-ból kialakított tesztrepülőgép (repülő laboratórium) nagy hatótávolságú légiharc-rakétáknak, illetve rádióelektronikai eszközöknek (többek között a MiG–31, a Tu–128 és a Tu–22M berendezéseinek) a légi teszteléséhez.
- Tu–104B – 100 személy szállítására alkalmas, továbbfejlesztett, RD–3M–500 gázturbinás sugárhajtóművekkel felszerelt változat. A törzset meghosszabbították. 95 darabot építettek Kazanyban. Az üzemelő példányok egy részét 115 utas szállítására építették át, ezek a Tu–104B–115 típusjelzést kapták.
- Tu–104V – a Tu–104B 117 személyesre átépített változata.
- Tu–104G – javított kialakítású utaskabinnal ellátott változat.
- Tu–104E – a Tu–104B kísérleti változata, melyet Zubec RD16–15 típusú gázturbinás sugárhajtóművekkel szereltek fel. A sárkányszerkezet konstrukcióján is javítottak. Csak két prototípust építettek.
- Tu–104A–TSZ és Tu–104B–TSZ – sorozatgyártású Tu–104A-k és Tu–104B-k csapatszállításra és mentési feladatokra átépített (kórházrepülőgép) változata (TSZ: transzportno-szanitarnij).
- Tu–104S–1 és Tu–104S–2 – a Tu–16K–10 haditengerészeti repülőgép navigátorainak a képzéséhez két, korábban utasszállításra használt gépből (CCCP–42342 és CCCP–42347) 1964-ben átalakított típus. Az orrba a bombázó rádiólokátorát építettek. 1969-ben modernizáción estek át: mindkettő a Tu–22M bombázó radarberendezését kapta meg, így a gépeket a Tu–22M navigátorainak és fegyverkezelőinek a kiképzésére használták tovább. A hasonló feladatkörű Tu–134UBL-ek és UBK-k váltották fel ezeket.[2]
- Tu–107 – katonai szállító változat, hátsó teherajtóval és rakodórámpával, valamint a farokrészben önvédelmi fegyverzettel felszerelve. Csak egy példányát építették meg.
- Tu–110 – négy Ljulka AL–7 hajtóművel felszerelt változat. Csak három prototípusa készült el.
- Tu–118 – a Tu–104 utasszállítón alapuló, légcsavaros gázturbinás szállító repülőgép terve. A Tupoljev-tervezőiroda a légcsavaros gázturbináknak a Tu–95-ösön szerzett kedvező tapasztalatai nyomán kezdett el dolgozni ezen a változaton: a gazdaságosabb üzem révén az üzemeltetési költségek csökkenését várták. Négy TV–2F vagy NK–8 légcsavaros gázturbina alkalmazását tervezték, hajtóművenként két-két ellenforgó légcsavarral. A hajtóművek a szárnyak feletti gondolákban kaptak volna helyet. További módosítás volt a gép hosszstabilitásának a növelése érdekében a vízszintes vezérsíkok végére tervezett kis kiegészítő függőleges stabilizátor. A sárkányszerkezet főbb elemei – a törzs, a szárny és a vezérsíkok – nem különböztek a Tu–104-eséitől. A projektet végül nem valósították meg, csak az előtanulmányok készültek el.

## Műszaki adatok (Tu–104B)

### Általános adatok
- Típus: Utasszállító repülőgép
- Személyzet: 7 fő
- Utaslétszám: 50–100 fő

### Méret- és tömegadatok
- Szárnyfesztáv: 34,54 m
- Hossz: 40,05 m
- Magasság: 11,9 m
- Szárnyfelület: 184 m²
- Üres tömeg: 41 600 kg
- Maximális felszálló tömeg: 76 000 kg

### Hajtóművek
- Száma: kettő db
- Típusa: Mikulin AM–3M–500
- Tolóereje: 95,1 kN

### Repülési jellemzői
- Maximális sebesség: 950 km/h
- Emelkedőképesség: 10 m/s
- Hatótávolság: 2650 km
- Utazómagasság: 11 500 m

## Hasonló repülőgépek
- de Havilland Comet
- Boeing 707